# (4076) Dörffel
(4076) Dörffel est un astéroïde de la ceinture principale.

## Description
(4076) Dorffel est un astéroïde de la ceinture principale. Il fut découvert le 19 octobre 1982 à Tautenburg par Freimut Börngen. Il présente une orbite caractérisée par un demi-grand axe de 2,85 UA, une excentricité de 0,07 et une inclinaison de 1,4° par rapport à l'écliptique.

## Compléments